# Stenostephanus
- Commons
- Wikispecies

Stenostephanus Nees, 1847, segundo o Sistema APG II, é um gênero botânico da família Acanthaceae

## Sinonímia
- Gastranthus Moritz ex Bentham & Hook.

## Espécies
Este gênero apresenta aproximadamente 39 espécies:
Stenostephanus alushii Stenostephanus asplundii Stenostephanus boliviana
Stenostephanus bolivianus Stenostephanus breedlovei Stenostephanus chiapensis
Stenostephanus cochabambensis Stenostephanus crenulatus Stenostephanus davidsonii
Stenostephanus glaber Stenostephanus gracilis Stenostephanus guerrerensis
Stenostephanus haematodes Stenostephanus harleyi Stenostephanus harlingii
Stenostephanus jamesonii Stenostephanus krukoffii Stenostephanus lasiostachyus
Stenostephanus latilabris Stenostephanus laxus Stenostephanus lindeni
Stenostephanus lobeliaeformis Stenostephanus longistaminus Stenostephanus lugonis
Stenostephanus luteynii Stenostephanus lyman Stenostephanus madrensis
Stenostephanus monolophus Stenostephanus oaxacanus Stenostephanus puberulus
Stenostephanus purpusii Stenostephanus pyramidalis Stenostephanus sanguineus
Stenostephanus silvaticus Stenostephanus spicatus Stenostephanus sprucei
Stenostephanus tacanensis Stenostephanus tenellus Stenostephanus thyrsoides